# Maman est à la page
Pour les articles homonymes, voir Let's Dance.
Pour plus de détails, voir Fiche technique et Distribution.
Maman est à la page (Let's Dance ; littéralement « Dansons ») est un film américain réalisé par Norman Z. McLeod, sorti en 1950. Il s'agit de l'adaptation de l'histoire Little Boy Blue de Maurice Zolotow (1948).

## Synopsis
1944, un couple de danseurs participe à des tournées de théâtre dans l'armée.

## Fiche technique
Sauf indication contraire, les informations mentionnées dans cette section peuvent être confirmées par la base de données cinématographiques IMDb,  présente dans la section « Liens externes ».
- Titre original : Let's Dance
- Titre français : Maman est à la page
- Réalisation : Norman Z. McLeod
- Scénario : Allan Scott, d'après l'histoire Little Boy Blue de Maurice Zolotow
- Musique : Robert Emmett Dolan
- Direction artistique : Roland Anderson et Hans Dreier
- Costumes : Edith Head
- Photographie : George Barnes
- Montage : Ellsworth Hoagland
- Chorégraphe : Hermes Pan
- Effets visuels : Farciot Edouart et Gordon Jennings
- Production : Robert Fellows
- Société de production et de distribution : Paramount Pictures
- Pays d'origine :  États-Unis
- Format : couleur (Technicolor) - Mono
- Genre : comédie musicale, comédie dramatique
- Durée : 107 minutes
- Dates de sortie :
  - Royaume-Uni : 19 octobre 1950 (avant-première première à Londres)
  - États-Unis : 29 novembre 1950
  - France : 5 octobre 1951

## Production
Le tournage a lieu aux studios de Paramount à Los Angeles (Californie).

## Distribution
- Betty Hutton : Kitty McNeil
- Fred Astaire : Donald Elwood
- Roland Young : Edmund Pohlwhistle
- Ruth Warrick : Carola Everett
- Lucile Watson : Serena Everett
- Gregory Moffett : Richard 'Richie' Everett
- Barton MacLane : Larry Channock
- Shepperd Strudwick : Timothy Bryant
- Melville Cooper : Charles Wagstaffe
- Harold Huber : Marcel
- George Zucco : Juge Mackenzie
- Peggy Badley : Bubbles Malone
- Peggy Badley : Elsie

Acteurs non crédités
- George Davis : le chauffeur
- Charles Evans : M. Pierce
- Frank Hagney : le sergent de police
- Stuart Holmes : le cuisinier
- Rolfe Sedan : l'employé de la bijouterie
- Herb Vigran : Virgil, le vendeur ambulant
- Harry Woods : le lieutenant de police